# Круммахер, Готфрид Даниэль
Го́тфрид Даниэ́ль Крумма́хер (нем. Gottfried Daniel Krummacher; 1774—1837) — реформаторский пастор, брат Фридриха Адольфа Круммахера.
Решительный противник унии и введенной Фридрихом-Вильгельмом III агенды.

## Сочинения
- «Gute Botschaft in 45 Predigten» (Эльберф., 1838);
- «Die Wanderungen Israels» (4 изд. Эльберф., 1879);
- «Tägliches Manna» (11 изд., Кёльн, 1889)

и др.